# Государственная типография Венгрии
Государственная типография Венгрии (венг. Állami Nyomda) — одна из крупнейших, по объёму выручки, типографий Венгрии и восточной Центральной Европы, выпускающих продукцию с элементами защиты. Компания ранее производила классическую полиграфическую продукцию. На сегодняшний день в фокусе её деятельности находятся продукция и решения документарной защиты, производство и персонализация пластиковых карт, электронное архивирование и осуществление в больших объёмах деловой переписки. С 2005 года уставный пакет акций компании котируется на Будапештской фондовой бирже.

## История

### Начало
Предшественницей государственной типографии автономного венгерского правительства, созданного после пакта между Венгрией и династией Габсбургов в 1867 году, считается дочернее предприятие Венской государственной типографии, которое основало в городе Темешвар австрийское правительство после подавления революции 1848—1849 годов.
Типография начала свою деятельность в начале 1851 года и стала одним из самых больших учреждений в городе, уже располагавшим к тому времени развитым типографским сектором. В 1868 году, с полным парком оборудования и значительным штатом специалистов, типография переселилась в правительственный квартал Будайской крепости, близко к министерствам, для удовлетворения нужд венгерского правительства в государственно-управленческих бланках. В то время управление Венгерской королевской кадастровой литографной типографией и Картографический архив находились в ведении Министерства финансов, которое с 1868 года печатало и размножало кадастровые обмеры и карты, являющиеся основой земельных налогов. В 1869 году правительство принял решение об объединении этих двух типографий, так как для Министерства финансов стало необходимо наладить собственное производство очень важных для них гербовых марок. С объединением и развитием типографий считались обеспеченными все необходимые условия быстрого, надёжного и секретного (до опубликования) производства как гербовых марок, так и прочих бланков, необходимых для функционирования государственного управления и государственного казначейства.
Официально новое учреждение стало именоваться Венгерской королевской государственной типографией.

### Первые венгерские марки

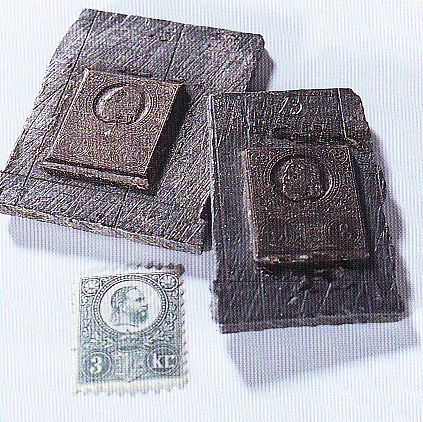
Клише и экземпляр второй венгерской почтовой марки (1871)

Для широкой публики на протяжении десятилетий самой известной деятельностью Государственной типографии Венгрии стало производство почтовых марок. В период после заключения австро-венгерского соглашения, для подчёркивания суверенитета, но по финансовым и управленческим причинам, венгерское правительство считало необходимым, чтобы существовала возможность погашения собственными марками стоимости почтовых услуг и служебных сборов. Прежде это можно было осуществить только изданными параллельно — Австрией и Венгрией — марками, а эти марки, естественно, печатались в Вене.
Гербовые марки производились в Государственной типографии Венгрии с 1869 года под управлением автономного Министерства финансов.
Касающиеся почты постановления пакта 1867 года вступили в силу с 1 мая того же года. Все, находящиеся на территории Венгрии почтовые отделения перешли в компетенцию Венгерской почтовой дирекции. Возникла естественная нужда, чтобы на отправления венгерской почты клеились автономно выпущенные венгерские марки. В связи с тем, что данную необходимость признало и императорское правительство, в 20 июня 1868 года выпустили первые газетные марки. Правда, они ещё производились в венской типографии, и на водяном знаке бумаги можно было прочитать немецкую надпись, однако надпись на марке была сделана на венгерском языке, a рисунок марки украшал венгерский герб и венгерская королевская корона. Первая почтовая марка отечественного производства поступила в почтовую продажу в 1871 году после разработки технологической линии по производству марок в Государственной типографии.

### Государственная типография

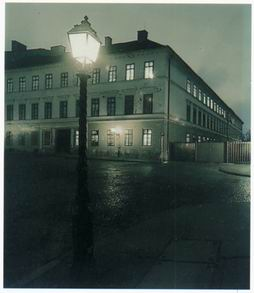
Здание Государственной типографии Венгрии

После реорганизации в 1901 году название компании изменили на Государственную типографию Венгрии (Állami Nyomda). В Государственной типографии Венгрии печатались государственный бюджет и его обоснование, годовой баланс, важнейшее законопроекты, финансовый бюллетень, а также книжки расписаний государственных железных дорог Венгрии. Здесь производились венгерские королевские казначейские билеты, разные казначейские облигации, государственные облигации, билеты рентных займов, лотерейные билеты, вексельные бланки, отечественные и международные транспортные накладные, а также упаковочные материалы для сигар и табачных изделий, акцизные марки. Венгерское правительство в 1922 году основало Венгерскую банкнотную типографию, которая с августа 1923 года в зданиях Государственной типографии Венгрии начала производство банкнот.
Во время Второй мировой войны типография действовала как военный завод, здесь производились продовольственные и топливные карточки. С окончанием войны снова печатались почтовые и железнодорожные документы, и продолжалось производство государственных бланков, облигаций и лотерейных билетов. На выборы 1945 года Государственная типография Венгрии производила избирательные бюллетени, а во время гиперинфляции 1946 года — налоговые банкноты. С 1947 года компания стала печатать билеты спортлото, а позже и лотерейные билеты. Помимо производства этих бланков, постоянной частью профиля производства стало печатание каждые четыре года материалов для выборов. Благодаря осуществлённым в 1957 году инвестициям производственные мощности расширились, качество улучшилось, началось производство марок с многокрасочной печатью. В 1960-х годах началось печатание марок на экспорт.

## Современность
После смены строя большинство государственных монополий были ликвидированы. С прекращением опеки и защиты со стороны государства не осталось другой возможности, кроме как переоценки положения предприятия. С учётом этого в 1993 году Государственная типография Венгрии была приватизирована. Для развития типографии было необходимо увеличение производственных площадей, улучшение условий труда. Компания из зданий в крепости Буда переселилась в район Kőbánya. 4 октября 1994 года состоялось торжественное открытие новой типографии на улице Халом. Тем временем Государственная типография Венгрии приняла машинный парк и значительную часть сотрудников типографии SZÜV Leporelló. В конце 1997 года в портфель Государственной типографии Венгрии была включена совершенно новая сфера деятельности — производство и персонализация пластиковых карт. Разработки начались в начале 1998 года и привеом к реализации на производственных площадях на улице Fátyolka современного цеха, который был дополнительно модернизирован в 2000 году под производство карточек со встроенными чипами. В 1999 году Государственная типография Венгрии создала свою Лабораторию документарной защиты, где сосредоточена деятельность в части НИОКР. В 2004 году Государственная типография Венгрии начала экспансию за границу. В сотрудничестве с местными партнёрами были созданы совместные компании в Румынии, Болгарии, а в Словакии и России учреждены дочерние компании.

## Продукция
Основной деятельности Государственной типографии Венгрии является производство продукции с элементами защиты, в которую входят акцизные марки, ценные бумаги, талоны на питание, марки, документы на основе бумаги и разработанные Лабораторией документарной защиты специальные защитные краски и решения. Государственная типография Венгрии в составе консорциума производит венгерские идентификационные документы на основе технологии пластиковых карт: удостоверения личности, водительские права, сертификаты владельца автомобиля, а также студенческие билеты. Компания, помимо карточных документов, производит чиповые банковские карты VISA и MasterCard, телефонные карты предоплаты, «умные» карты с использованием цифровой подписи. Кроме того, она участвует в разработке и в производстве продукции, применяющейся в технологии RFID. Группа Государственная типография Венгрии персонализирует и упаковывает в конверты бланки для банков, страховых обществ, а также производит бланки счетов, накладные, лепорелло с печатью и без. Входящая в группу Государственной типографии Венгрии типография Gyomai Kner печатает книги, журналы и разные печатные бланки.